# La Barrera
La Barrera es una presa de lava que retiene el sistema del lago Garibaldi en el suroeste de la Columbia Británica, Canadá. Tiene más de 300 m de grosor y unos 2,4 km de largo, donde se incrusta el lago.
La zona que se encuentra debajo y adyacente a La Barrera se considera peligrosa debido a la inestable formación de lava. 

## Formación
La Barrera se formó hace unos 9.000 años, cuando grandes flujos de lava emanaron del Pico Clinker en la ladera oeste del Monte Price. El gran río de lava fluía hacia el valle del río Cheakamus. En el momento de la erupción, el valle estaba lleno de hielo glacial. El flujo de lava fue detenido por el hielo y se estancó, enfriándose finalmente para formar un flujo de lava marginal de hielo. Cuando el hielo se derritió, el frente de la corriente de lava enfriado por el hielo formó un acantilado escarpado; el agua se estancó detrás de la presa de lava, formando el lago Garibaldi. 

## Campo de rocas de Rubble Creek
La inestable formación de lava de La Barrera ha desencadenado en el pasado varios flujos de desechos en la zona situada debajo del Lago Garibaldi. El más reciente gran deslizamiento de tierra en 1855-1856 formó un gran campo de rocas con el nombre de Rubble Creek. Al menos 30.000.000 m³ de roca spe desrendieron de La Barrera durante el evento de 1855-1856.

## Peligros
La preocupación por la inestabilidad de la Barrera debido a la actividad volcánica, tectónica o de fuertes lluvias llevó al gobierno provincial a declarar la zona inmediatamente inferior como insegura para ser habitada en 1981. Esto condujo a la evacuación del pequeño pueblo turístico de Garibaldi, situado en las cercanías, y al traslado de los residentes a nuevos alojamientos alejados de la zona de peligro. Si la barrera se derrumbara completamente, el lago Garibaldi quedaría totalmente liberado y los daños río abajo en los ríos Cheakamus y Squamish serían considerables, incluyendo daños importantes en el pueblo de Squamish y posiblemente una onda de impacto en las aguas del Howe Sound que llegaría a la isla de Vancouver. 